# Lego Jurassic World
Lego Jurassic World (Lego Мир юрского периода) — компьютерная игра 2015 года. Она создана в жанре Action-adventure. Была разработана Traveller’s Tales и опубликована Warner Bros. Interactive Entertainment. Игра портирована для PlayStation 3, PlayStation 4, PlayStation Vita, Nintendo 3DS, Wii U, Nintendo Switch, Xbox One, Xbox 360, Android, IOS, Mac OS и Microsoft Windows.
В игре более 100 персонажей, включая более 20 видов динозавров. В 2016 году появилась новая серия наборов — «Lego Jurassic World».

## Сюжет
Глава компании «Ин-Ген» — профессор Джон Хаммонд — находит способ воссоздания динозавров посредством генной инженерии. Генетический материал он находит в комарах, которые миллионы лет назад пили кровь динозавров, а потом, сев на дерево, увязали в древесной смоле образовав инклюзы. Недостающие фрагменты кода в ДНК дополняются фрагментами кода современных земноводных — лягушек. Хаммонд создаёт огромный парк, обитатели которого — динозавры.

## Отзывы и продажи
| Сводный рейтинг | Сводный рейтинг | Сводный рейтинг |
| Издание         | Оценка          | Оценка          |
| Издание         | PS4             | Xbox One        |
| --------------- | --------------- | --------------- |
| GameRankings    | 71,24 %         | 71,36 %         |
| Metacritic      | 72/100          | N/A             |

Игра получила смешанные отзывы. На сайте-агрегаторе Metacritic средняя оценка игры составляет 72 из 100 на основе 9 обзоров для платформы PC.
Летом 2018 года, благодаря уязвимости в защите Steam Web API, стало известно, что точное количество пользователей сервиса Steam, которые играли в игру хотя бы один раз, составляет 343 167 человек.